# Chouakhevi (municipalité)
La municipalité de Chouakhevi (en géorgien : შუახევის მუნიციპალიტეტი) est un district de la région d'Adjarie dont la ville principale est Chouakhevi. Au recensement de 2014, il comptait 15 044 habitants.

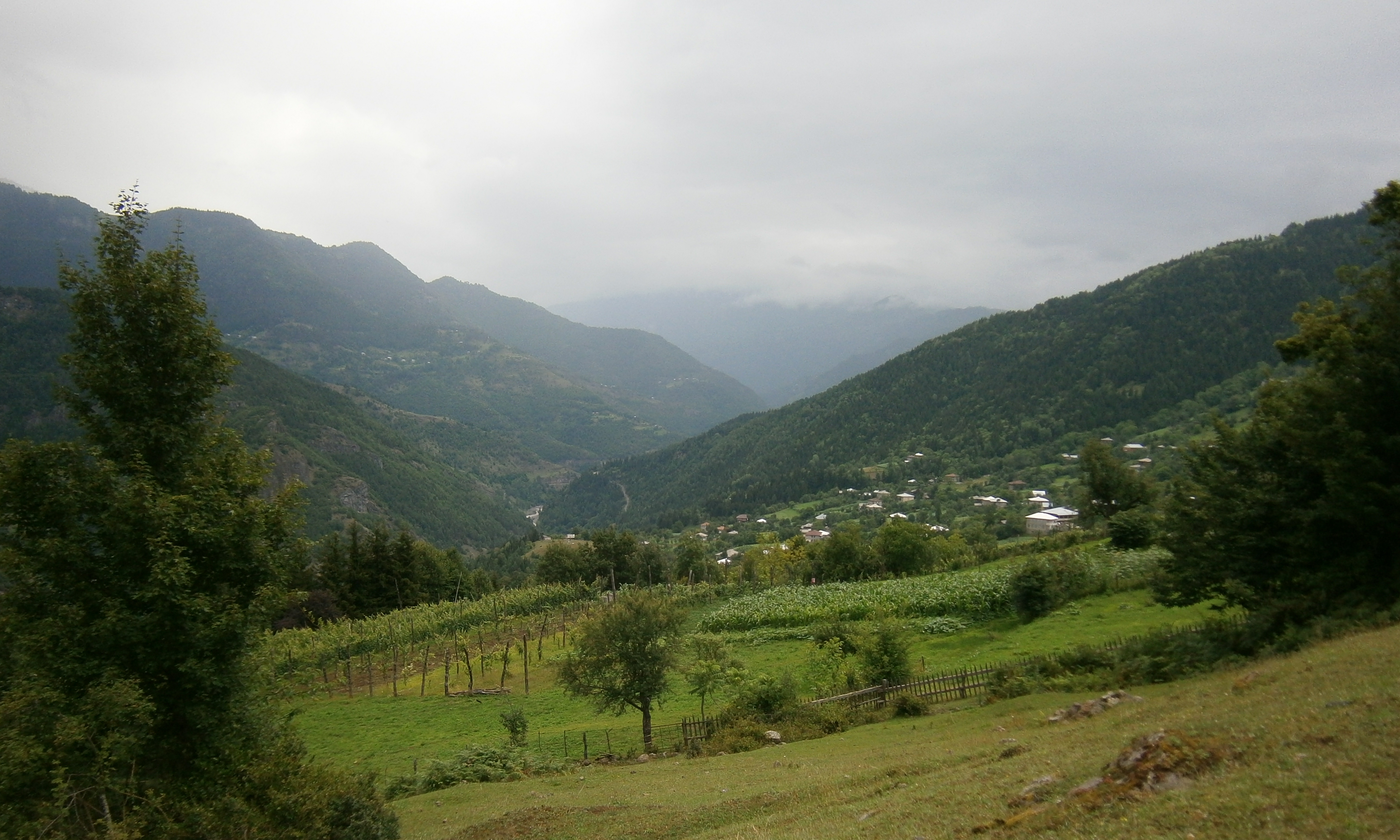
Village de Nénia